# Augusto De Marsanich
Augusto De Marsanich (Roma, 13 de abril de 1893 - 10 de febrero de 1973) fue un político italiano.
Inició su carrera política como dirigente sindical, llegando a presidir la Confederación Fascista de Trabajadores del Comercio; fue nombrado subsecretario del Ministerio de Comunicaciones en el año 1935. Su hermana, Gina De Marsanich, casada con Carlo Pincherle, de religión judía, fue la madre de Alberto Moravia.
Fue secretario entre los años 1950 y 1954 del Movimiento Social Italiano.

- Datos: Q1058251
- Multimedia: Augusto De Marsanich / Q1058251